# Ra Kyung-min
Ra Kyung-min (Seul, 25 de novembro de 1976) é uma jogadora de badminton sul-coreana, medalhista olímpica, especialista em duplas.

## Carreira
Ra Kyung-min representou seu país nos Jogos Olímpicos de Verão de 1996 a 2004, conquistando a medalha de prata, nas duplas mistas em Atlanta 1996, com a parceira de Park Joo-bong. 
Nas duplas femininas, ganhou a medalha de bronze com a parceria de Lee Kyung-won em Atenas 2004..